# Sgùrr na Ruaidhe
Der Sgùrr na Ruaidhe ist ein 993 m (3.258 ft) hoher Berg in den schottischen Highlands. Er ist als Munro und Marilyn eingestuft. Sein gälischer Name kann in etwa mit Spitze der Röte oder Rötliche Spitze übersetzt werden. Er liegt in einer weitgehend unbesiedelten Berglandschaft der Northwest Highlands im Strathfarrar Forest, etwa 40 Kilometer westlich von Inverness.

## Beschreibung
In der sich in Ost-West-Richtung zwischen dem südlich liegenden Glen Strathfarrar und dem nördlich benachbarten Glen Orrin erstreckenden Bergkette ist der Sgùrr na Ruaidhe der dritthöchste und der östlichste von insgesamt vier Munros. Gemeinsam mit den beiden westlich benachbarten Munros, dem 992 m (3.255 ft) hohen Càrn nan Gobhar und dem 1.083 m (3.553 ft) hohen Sgùrr a’ Choire Ghlais umschließt er mit seiner West- und Südseite das obere Coire Mhuillidh, ein Seitental des Glen Strathfarrar. 
Der Sgùrr na Ruaidhe besitzt ein breites und flaches Gipfelplateau, dessen höchster Punkt durch einen Cairn markiert ist. Vom Plateau gehen fünf Grate aus. Der Nordwestgrat stellt über den etwa auf 770 m Höhe liegenden Sattel Bealach nam Botaichean die Verbindung zum Càrn nan Gobhar und weiter zu den übrigen Munros der Bergkette dar. Ein weiterer, breiter Grat führt mehrere Kilometer nach Norden und dann Nordosten auf dem sich zwei niedrigere Vorgipfel befinden, der 756 m (2.480 ft) hohe An Leth-chreag und der 686 m (2.251 ft) hohe Sgùrr na Cairbe, bevor in das Glen Orrin abfällt. Der breite Südwestgrat fällt relativ sanft in das Coire Mhuillidh ab, er begrenzt die relativ steile Südseite des Berges. Der kurze und steile Südostgrat trennt die Südseite vom felsigen Choire Gòrm auf der Südostseite des Berges. Nach Osten führt schließlich ein breiter flacher Rücken bis zum Aonach na Reise, dem 913 m (2.995 ft) hohen Ostgipfel des Sgùrr na Ruaidhe. Lediglich die Süd- und Südostseite des Berges sind steil und weisen teils felsige Strukturen auf, alle anderen Seiten fallen vergleichsweise sanft ab und sind von Gräsern und Moosen geprägt.

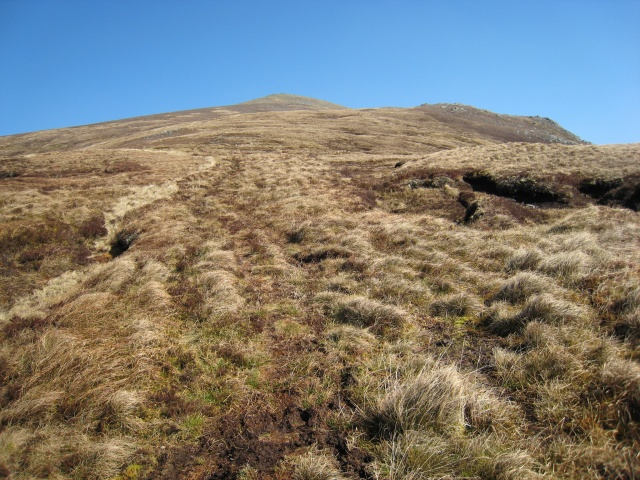
Blick entlang des Südwestgrats zum Gipfel des Sgùrr na Ruaidhe
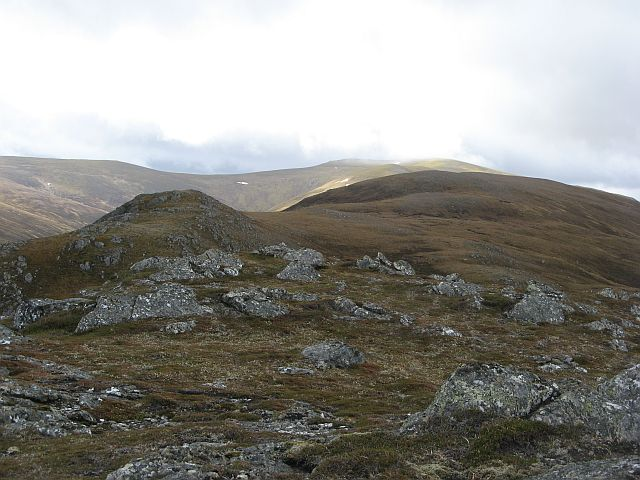
Auf dem Nordgrat, Blick zum Gipfelplateau des Sgùrr na Ruaidhe
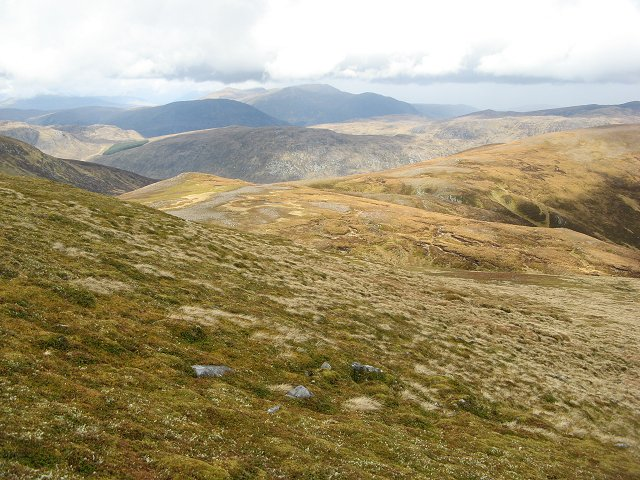
Blick vom Gipfelplateau über den breiten Nordgrat des Sgùrr na Ruaidhe
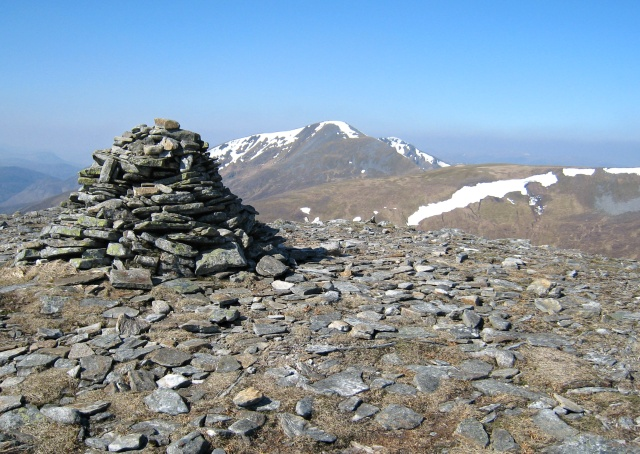
Der Gipfelcairn des Sgùrr na Ruaidhe, im Hintergrund der Sgùrr a’ Choire Ghlais (links) und der Càrn nan Gobhar (rechts)

## Aufstieg
Aufgrund der Lage weit abseits von Siedlungen und öffentlichen Straßen zählen die Munros im Strathfarrar Forest zu den am schwersten zugänglichen Munros. Erreichbar sind sie über eine private Fahrstraße im Glen Strathfarrar, auf der nur beschränkter öffentlicher Verkehr mit einer begrenzten Anzahl Pkw-Fahrten pro Tag erlaubt ist. Der Zustieg führt aus dem Glen Strathfarrar durch das Coire Mhuillidh auf den Südwestgrat des Berges und über diesen zum Gipfel. Viele Munro-Bagger besteigen den Berg im Zuge einer Rundtour über alle vier Munros der Bergkette, beginnend mit dem Sgùrr na Ruaidhe und weiter über dessen Nordwestgrat und den Bealach na Botaichean zu den anderen Munros der Bergkette. Aus Richtung Norden kann der Sgùrr na Ruaidhe ebenfalls bestiegen werden, allerdings sind hier noch deutlich längere Anmarschwege durch das Glen Orrin oder aus dem Strathconon erforderlich.